# Jan Eduard de Quay
Jan Eduard de Quay, né le 26 août 1901 à Bois-le-Duc et mort le 4 juillet 1985 à Beers, est un homme d'État néerlandais. Membre du Parti populaire catholique (KVP), il est Premier ministre des Pays-Bas du 19 mai 1959 au 24 juillet 1963. Personnalité controversée en raison de ses activités pendant la Seconde Guerre mondiale, De Quay est commissaire de la Reine au Brabant-Septentrional de 1946 à 1959, ainsi que vice-Premier ministre et ministre des Transports, des Travaux publics et de la Gestion de l'eau sous Jelle Zijlstra de 1966 à 1967.

## Biographie

### Jeunesse et études
Jan Eduard de Quay naît à Bois-le-Duc, au Brabant-Septentrional. Après avoir fréquenté une école jésuite à Katwijk, en Hollande-Méridionale, il est diplômé en psychologie de l'université d'État d'Utrecht en 1926. L'année suivante, il obtient un doctorat pour sa thèse sur la contribution des facteurs sensoriels et moteurs à l'apprentissage et le processus de travail, se mariant également avec Maria van der Lande à Beek-Ubbergen.

### Carrière académique
En 1928, il est nommé maître de conférences en psychotechnologie à l'université catholique de l'enseignement supérieur à Tilbourg (aujourd'hui université de Tilbourg) et en 1933 professeur d'économie d'entreprise et psychotechnique dans la même institution.

### Seconde Guerre mondiale

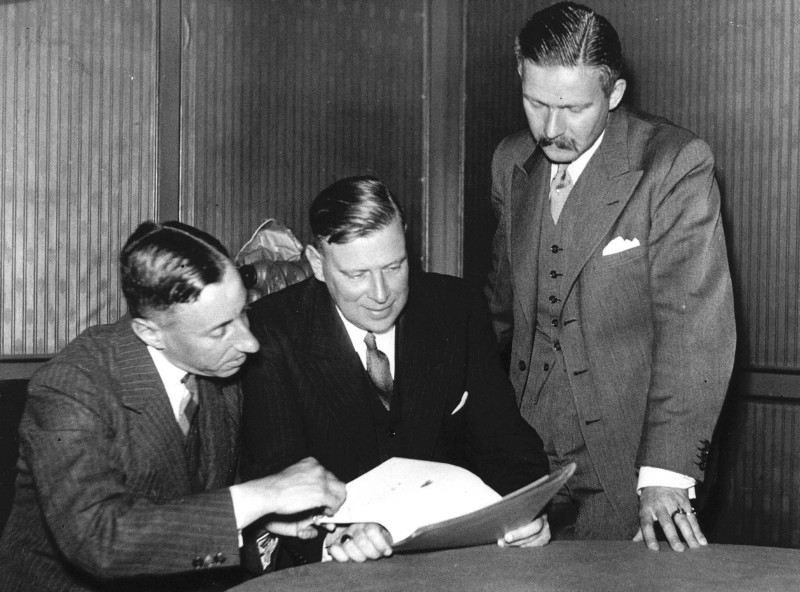
Jan Eduard de Quay (gauche) avec Louis Einthoven et Hans Linthorst Homan, en 1940.

Au cours de la mobilisation d'avant-guerre des Pays-Bas (1939-1940), De Quay devient lieutenant de réserve. En juillet 1940, il forme le Triumvirat de l'Union nationaliste néerlandaise, avec Louis Einthoven et Hans Linthorst Homan, controversée car ses dirigeants suggèrent une collaboration partielle avec l'occupant allemand.

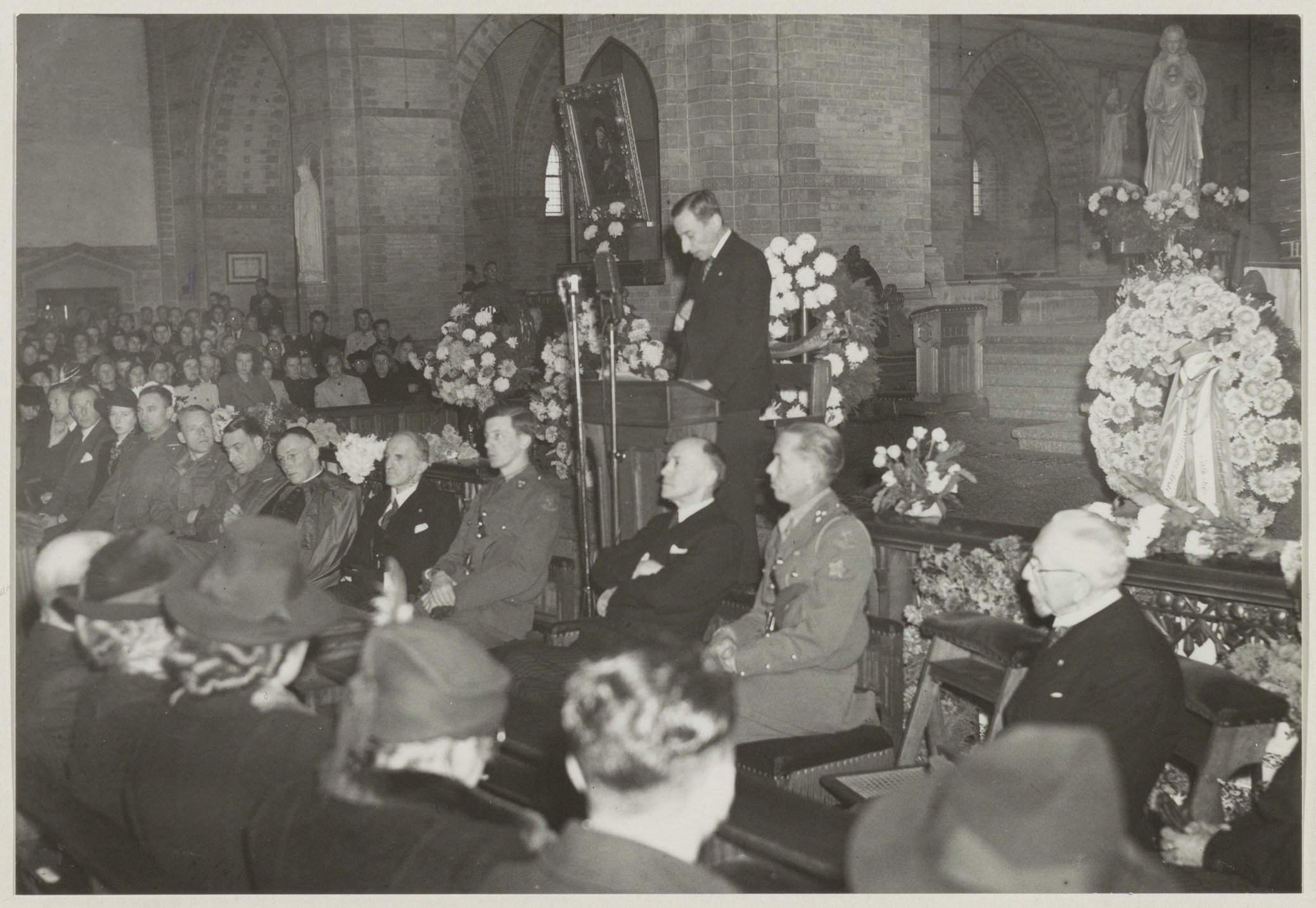
De Quay dans la cathédrale Saint-Bavon de Haarlem le 26 octobre 1945, lors d'une cérémonie pour les dix fusillés du 26 octobre 1944.

En août 1940, De Quay avait commencé des réunions secrètes avec les fascistes du Nationaal Front avec le projet de fusionner les deux organisations. Lors de ces entretiens, De Quay déclare qu'il rejette la démocratie et la libre économie. En mai et juin de la même année, il est commissaire du gouvernement pour le travail au ministère des Affaires sociales. Dans cette fonction, il encourage la population néerlandaise à chercher un emploi en Allemagne. En raison de dissensions de plus en plus fortes entre l'Union nationaliste néerlandaise et l'occupant allemand, il est interné à Sint-Michielsgestel de juillet 1942 à juin 1943, après quoi il va se cacher des autorités. Après la libération de la zone sud, dite « des rivières », fin 1944, il devient président du Conseil des commissaires de l'Agriculture, de l'Industrie et du Commerce mis en place pour restaurer l'économie nationale.

### Engagement politique
Du 5 avril au 24 juin 1945, De Quay est ministre de la Guerre dans le deuxième cabinet de Pieter Sjoerds Gerbrandy pour un peu plus de deux mois. Le 1er novembre 1946, il devient commissaire de la Reine au Brabant-Septentrional, fonction qu'il conserve jusqu'au 19 mai 1959.
Il sert en tant que Premier ministre du 19 mai 1959 au 24 juillet 1963 à la suite de la victoire du Parti populaire catholique (KVP) aux élections législatives. La liste qu'il mène remporte en effet 31,6 % des suffrages, soit 49 mandats de représentants sur 150 à la Seconde Chambre. Victor Marijnen lui succède en tant que tête de liste pour l'élection de 1963 et comme chef du gouvernement. Il est sénateur à la Première Chambre du 25 juin 1963 au 22 novembre 1966. Il revient sur le devant de la scène politique à la suite de sa nomination pour les postes de vice-Premier ministre et de ministre des Transports, des Travaux publics et de la Gestion de l'eau, du 22 novembre 1966 au 5 avril 1967. Le 13 juin 1967, il redevient sénateur, ce jusqu'au 16 septembre 1969. De Quay décède le 4 juillet 1985 à Beers, à l'âge de 83 ans. Son épouse décède en 1988.

## Distinctions
- Commandeur de l'ordre du Lion néerlandais